# Эффект Гантмахера
Эффект Гантмахера, или радиочастотный размерный эффект, — резкое возрастание интенсивности электромагнитного излучения, проходящего через тонкую металлическую пластину, помещённую в постоянное магнитное поле, параллельное поверхности пластины. Представляет собой аномальную зависимость поверхностного импеданса металлических пластин от величины постоянного магнитного поля. Эффект был открыт советским и российским физиком Всеволодом Гантмахером в 1962 году в радиочастотном диапазоне (от 106 до 108 Гц). Волны, проникающие в металлы в виде специфической спиральной волны, получили название волн Гантмахера-Канера. В Государственном реестре открытий СССР зарегистрировано открытие "Электромагнитные всплески в проводящей среде." (авторы: М. Я. Азбель, В. Ф. Гантмахер, Э. А. Канер), № 80 с приоритетом от 24 октября 1962 г.

## Сущность эффекта

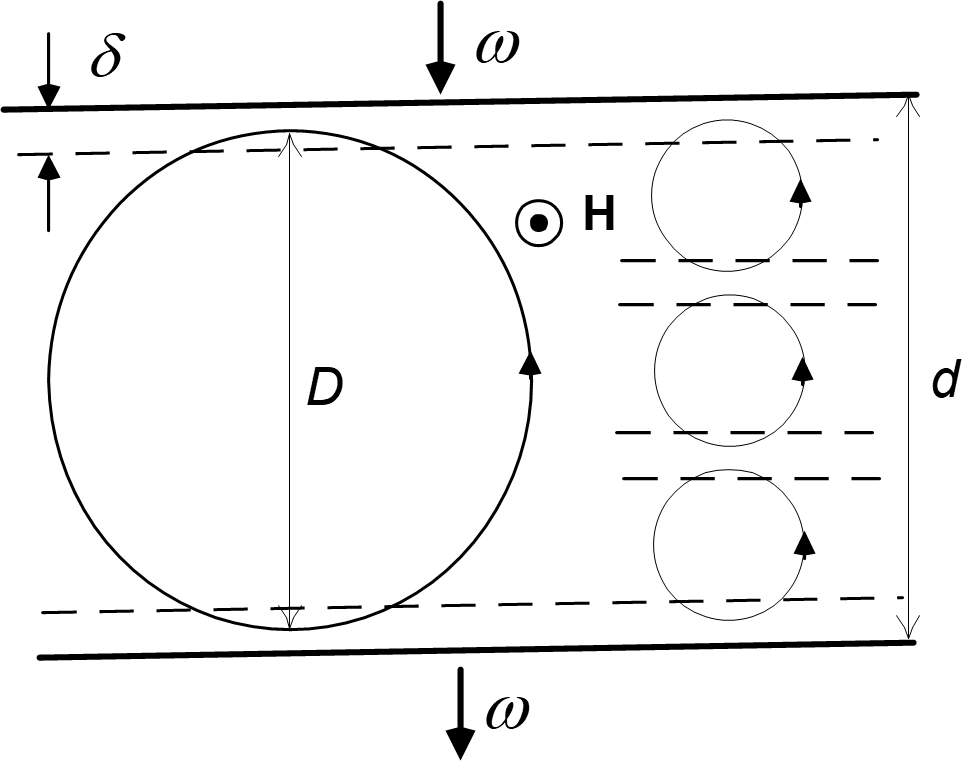
Эффект Гантмахера

Эффект Гантмахера проявляется в условиях аномального скин-эффекта, когда толщина пластины d существенно больше глубины скин-слоя δ, но меньше длины свободного пробега электронов проводимости lпр или сопоставима с этой длиной.
Для наблюдения эффекта металлическую пластину помещают в электромагнитное поле частоты радиодиапазона и регистрируют зависимость поглощаемой в образце мощности, пропорциональной действительной части R(H) поверхностного импеданса пластины R(H)+iX(H), или же зависимость глубины проникновения электромагнитного поля, пропорциональной мнимой части импеданса X(H), от величины постоянного внешнего магнитного поля H. Используется регистрация производных dR/dH для увеличения чувствительности.
Электроны движутся внутри пластины по замкнутым орбитам, диаметр которых D тем больше, чем больше скорость электронов и меньше напряжённость магнитного поля. Когда толщина пластины сравняется с диаметром, электроны формируют всплеск тока на задней поверхности пластины, что приводит к генерации с неё электромагнитного излучения и к резкому возрастанию прохождения электромагнитного излучения через пластину.

## Практическое применение
Эффект позволяет экспериментальным путём найти форму ферми-поверхности и исследовать процессы рассеяния электронов в металлах. В частности, с его помощью были определены зависимость частоты электрон-фононного рассеяния от положения на поверхности Ферми (медь, серебро) и сечение рассеяния электронов на дислокациях (медь), а также вероятность электрон-электронного рассеяния (молибден, вольфрам).